# Linden (Hesja)
Linden – miasto w Niemczech, w kraju związkowym Hesja, w rejencji Gießen, w powiecie Gießen.

## Współpraca
Miejscowości partnerskie:
- Loučná nad Desnou, Czechy
- Macheren, Francja
- Machern, Saksonia
- Purgstall an der Erlauf, Austria
- Sośnicowice, Polska
- Warabi, Japonia